# Рукн ад-дін Барбак-шах
Рукн ад-дін Барбак-шах (перс. رکن الدین باربک شاه, бенг. রোকনউদ্দীন বারবক শাহ; д/н —1474) — султан Бенгалії у 1459—1474 роках.

## Життєпис
Походив з династії Ільяс-шахів. Син султана Махмуд-шаха I. За панування батька обіймав посаду валі (намісника) Арсах Саджла Манхбад (Сатгаону). Його підлеглий Улуг Аджмал Хан в 1455 році  заснував мечеть Зафар Хана Газі в Трибені.
Посів трон 1459 року. Перейменував місто Махісантош на барбакабад, де заснував новий монетний двір. Намагався врівноважити вплив тюрок та афганців серед військовиків та сановників, внаслідок чого активно залучав до війська та охорони власного палацу хабші (абіссинських рабів). Водночас на початку 1460-х років відбив напад Капілендрадеви, магараджі Гаджапатської держави, на південні володіння султанату. Втім вимушений був відмовитися від зазіхань на землі колишньої держави Редді.
Проводив активну зовнішню політику, розширивши володіння до річки Буріганга (одне з річищ, що з'єднує Ганг з Брахмапутрою). Спроба захопити регіон Камаруп зазнала невдачі. Разом з тим було зайнято область між Гангом і Брахмапутрою в південній частині з фортецею Хаджигандж і до річки Каратоя на півночі. 1468 року вдалося захопити захопили область Мітхіла в династії Малла. 1474 року відвоював Читтагонг, завдавши поразки Басопхю, володареві М'яу-У, скориставшись повстаннями в цій державі. Того ж року султан Рукн ад-дін Барбак-шах помер. Йому спадкував син Юсуф-шах.

## Культурна діяльність
Султан був покровителем бенгальської та перської літератури. За його часів поет Зайнуддін написав «Расул Біджай», Ібрагім Каввам Фарукі склав перський лексикон «Фарханг-і-Ібрагім» (відомий як «Шарафнаме»). Найвідомішими індуїстськими вченими того часу були Раймукута Брхаспаті Мішра, Маладхар Басу, Кріттібас Оджха та Куладхар.
Було зведено соборні мечеті та султанські брами у Мальді, Раджшахі, Рангпурі, Чіттагонзі, Дацці, Сілхеті, Міменсінгу та Барісалі. 